# 姚鳳
姚鳳（？—？年），河南彰德府安陽縣民籍，直隶懷遠縣人。明朝政治人物。

## 生平
正德二年（1507年）丁卯科河南乡试舉人，正德九年（1514年）甲戌科二甲第101名進士，官至户部员外郎。